# Grosbreuil
Grosbreuil település Franciaországban, Vendée megyében. Lakosainak száma 2216 fő (2022. január 1.). Grosbreuil Le Girouard, Nieul-le-Dolent, Poiroux, Sainte-Foy, Saint-Mathurin, Talmont-Saint-Hilaire és Les Achards községekkel határos.

## Népesség
A település népességének változása:
| Lakosok száma | 2145 | 2149 | 2183 | 2177 | 2210 | 2229 | 2225 | 2220 | 2216 |
|               | 2013 | 2015 | 2016 | 2017 | 2018 | 2019 | 2020 | 2021 | 2022 |